# Дас, Ханни
Ханни Дас (нидерл. Hannie Das; род. 28 сентября 1955 года, Амстердам) — нидерландский футболист, игравший на позиции полузащитника. Воспитанник амстердамского «Аякса». С 1977 по 1984 год выступал в составе «Витесса».

## Биография
Ханни Дас родился 28 сентября 1955 года в городе Амстердам. В возрасте 11 лет начал играть за детскую команду амстердамского «Аякса», в котором прошёл всё возрастные команды под руководством Бобби Хармса. В 1973 году Дас был переведён в третью команду «Аякса», а затем подписал с клубом свой первый профессиональный контракт. В конце сезона 1974/75, когда исполняющим обязанности главного тренера стал Бобби Хармс, Ханни был переведён в основной состав «Аякса». На протяжении двух последующих сезонах он являлся запасным игроком, но в первой команде дебютировать ему не удалось.
В августе 1977 года Ханни стал игроком клуба «Витесс». Первый матч в составе клуба 21-летний полузащитник провёл 13 августа в чемпионате Нидерландов против ПСВ, выйдя на замену. Дебютный гол за «Витесс» Ханни забил 2 октября в матче с «Гоу Эхед Иглз», причём его гол, забитый на 88-й минуте, принёс его команде победу со счётом 2:1. В сезоне 1977/78 на счету Даса было 27 игр в чемпионате. За один сезон он быстро стал игроком основного состава — за полные три сезона Ханни провёл в чемпионате 90 матчей и забил 2 гола. По итогам сезона 1979/80 «Витесс» занял предпоследнее место и покинул высший дивизион Нидерландов. В 1980 году за «Витесс» дебютировал его младший брат Рюди.
В составе клуба Дас выступал в первом дивизионе до конца сезона 1983/84.
C 2004 года Ханни регулярно играет за команду «Лаки Аякс», за которую выступают бывшие игроки «Аякса» и сторонники клуба. Главным тренером команды ветеранов на протяжении нескольких лет является Вернер Схапхок.